# 布龙纳古拉
布龙纳古拉 （波蘭語：Bronna Góra，羅馬化：Bronnaja Hara）是位于今日白俄罗斯境内的一片僻静区域，第二次世界大战期间纳粹德国曾在此大规模杀戮波兰犹太人。该地点位于波兰被占领领土的东半部，1939年依据与德国达成的协议入侵此地，两年后国防军在巴巴罗萨行动中为德国占领。据估计从1942年5月到当年11月，在波兰犹太人大屠杀最致命的的阶段，约有5万名犹太人在布龙纳古拉森林的死亡坑被杀害。受害者是由大屠杀列车从战时隔都运来的，其中包括来自布列斯特隔都、平斯克隔都、以及别廖扎、波兰亚努夫（现白俄罗斯伊万诺沃）、科布林、霍洛德茨、安托帕利等地的隔都，以及新成立的東方總督轄區 （今白俄罗斯西部 ） 西部边界上的其他地方。   

## 背景
经过一个世纪的外国统治，波兰在第一次世界大战后重获独立。布龙纳古拉被划归波兰第二共和国波萊謝省科索夫斯基县皮亚斯基市镇管辖，直到1939年德苏入侵波兰。 布龙纳古拉有一座由国家监察机构运行的林务员小屋，但更重要的是在树林的边缘还有一座火车站——该站在两年后被用于不祥的目的。 1942年，布龙纳古拉成为与外界隔绝的屠杀地点，成列车的犹太人从布列斯特隔都、平斯克隔都 和纳粹德国在该地区创建的所有其他隔都运到这里下车。 
苏联在1939年依据与纳粹达成的条约入侵波兰。在内务人民委员部在恐怖气氛中操办的选举过后，布龙纳古拉连同波莱谢的大部分地区被吞并入苏联白俄罗斯，使白俄罗斯增加了一倍大小。  这片土地上生在波兰长在波兰的公民从此作为白俄罗斯的苏联人民生活，而不是波兰人。然而苏联的统治是短暂的，1941年6月22日德国军队撕毁了苏德互不侵犯条约，进入波兰的苏联占领区。从1941年到1943年，波莱谢省由纳粹德国控制， 由勾结纳粹的白俄罗斯中央拉达在纳粹白俄罗斯国土防卫军的支援下管理。 

## 大规模屠杀
第一次谋杀行动发生在1942年6月，有3, 500名犹太人从平斯克隔都和附近的科布林（Kobryń）被运送到布龙纳古拉“处理”（ durchschleusen ）。 根据设法在屠杀中幸存安托波尔犹太人本杰明·伍尔夫的战后证词，火车站被铁丝网围住。一名翻译通知囚犯，有隔间的洗浴站在后面的树林里。他们被命令在火车上留下外衣，只拿肥皂和毛巾。那些没有肥皂的人被告知不要担心，洗浴站有肥皂供应。穿过树林的小路被铁丝网包围着，受到严密保护。小路越来越长又逐渐变窄，直到枪击的声音清楚地表明在路径末端发生了什么。试图翻过栅栏逃跑的犹太人被射杀在铁丝网上。路径进一步向前通向一个60米长，4米深的行刑坑，该坑是由数百名当地工人在枪支威胁下挖掘的，为了加快进度还使用了爆炸物。 新被带入战壕的受害者一个接一个被枪杀，倒在其他人的尸体上。 据同心协会采访的一名目击者声称，布龙纳古拉中有52,000人被杀，其中包括犹太人和被认为与游击队有联系的人。 
 1944年3月，由于苏联反攻不断接近，纳粹德国人试图抹去犯下屠杀的痕迹。一支由100名奴隶工人组成的特殊部队——1005号特别部队被从外界调来处理此事。 在接下来的两个星期里，他们挖掘了万人坑并在火堆上焚烧尸体。 当他们工后，原地种植树木，而所有囚犯都被枪杀。 战争结束后，在约瑟夫·斯大林的坚持下，波兰的边界被重新划分 ，布龙纳古拉成为苏联的一部分。布龙纳古拉自1991年苏联解体至今属白俄罗斯领土。在遗址上树立了一座纪念碑纪念来自苏联和所谓的“西欧”的犹太公民；没有提及波兰人，也没有提到苏联入侵波兰，甚至在铭文中都没有波兰文。 

## 注解
1. ↑  “处理”（durchgeschleust）这一术语描述对纳粹东部占领区犹太人的消灭，出现在《科赫尔报告》中。[14]这一称谓的出现是海因里希·希姆莱的个人请求，因希姆莱反对使用“特别处置”（Sonderbehandlung）这一自1939年起在纳粹用语中就等同于“死亡”（据1939年9月20日海德里希向盖世太保的电报）的称谓。[15]